# Estimata dhaulagirii
Estimata dhaulagirii är en fjärilsart som beskrevs av Wolfgang Dierl 1983. Estimata dhaulagirii ingår i släktet Estimata och familjen nattflyn. Inga underarter finns listade i Catalogue of Life.